# Ядвіґа Раппе
Ядвіґа Раппе (24 лютого 1952 — 16 травня 2025) — польська оперна співачка (контральт).
Народилась у Торуні. Вивчала слов'янську філологію у Варшавському університеті та вокал у Вроцлавській музичній академії. 1980 року була нагороджена першою премією на Міжнародному конкурсі Баха у Лейпцигу. Професійно дебютувала в опері 1983 року у Великому театрі у Варшаві, з того часу залишається постійною артисткою там. Вона співала провідні ролі в інших театрах у всьому світі, включаючи Deutsche Oper Berlin та Королівський оперний театр у Лондоні.